# أساطير البوشونغو

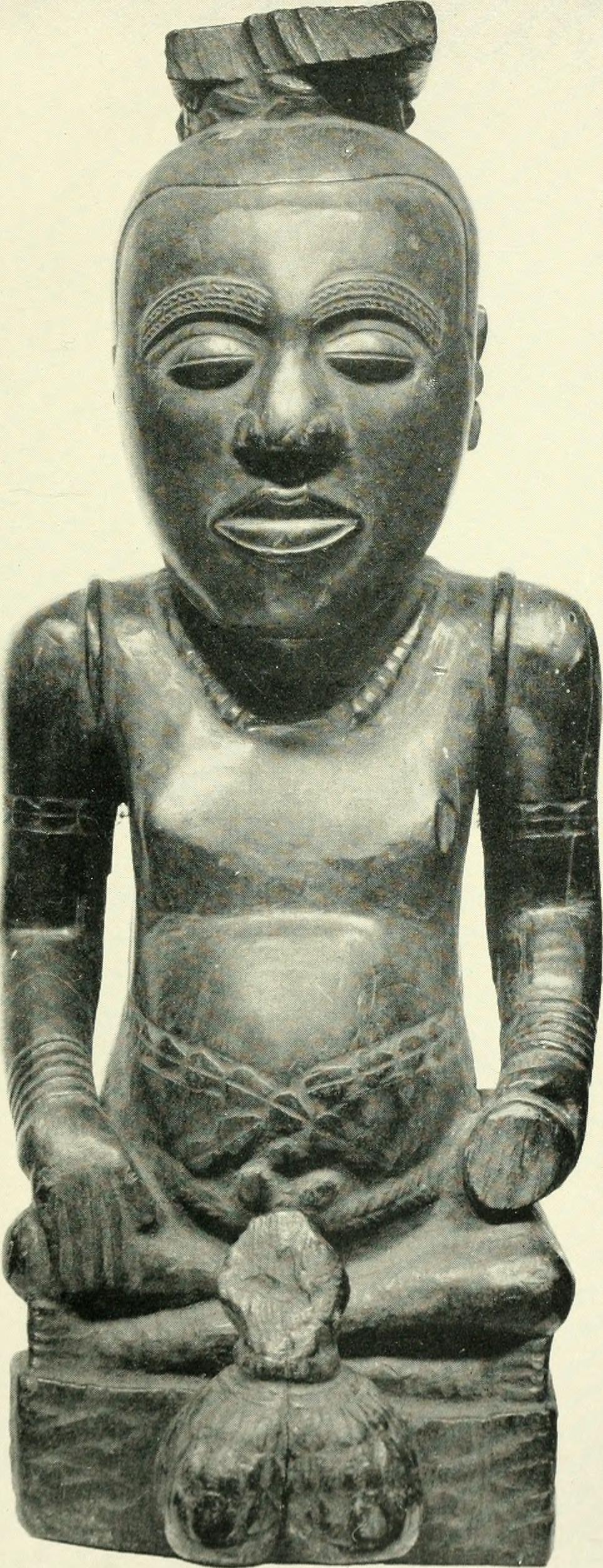
منحوتة خشبية للبابا بيلينغو، زعيم شعب بوشونغو، 1790. الكونغو

أساطير البوشونغو (بالإنجليزية: Bushongo mythology)‏ يُعتبر البوشونغو أو السونغورا [الإنجليزية] مجموعة إثنية من نهر الكونغو والمناطق المحيطة به. في أساطيرهم يسمى الإله الخالق (أو كامبي، حرفيا «الجسيمات») بومبا [الإنجليزية]. وله اسمين آخرين وهما مبومبو ومبومبا. ويقال إنه كان موجودًا في الأصل وحيدًا في الظلام، في كون لا يتألف من شيءٍ سوى الماء البدئي. وقيل إنَّ مومبو يبدو وكأنه رجلٌ عملاق في هيئته ولونه أبيض. ووفقًا لأسطورة الخلق، فإنَّ الخلق بدأ عندما تقيَّأ (لفط خارجه) بومبا: الشمس والقمر والحيوانات ثمَّ البشر.

## أسطورة الخلق
وفقًا لأُسطورة الخلق البوشونغويَّة أنَّ الشيء الوحيد الذي كان موجودً في البِدءِ هو إله يُدعى مبومبو. فبعد أن أصبح مريضًا حدث أن تقيَّأ مبومبو الشَّمسَ، والقمر، والنجوم، وشتَّى أنواع الحيوانات بالإضافة إلى ذبابة تسي تسي السريعة. وفي نهاية الأمر، تقيَّأ مبومبو البشر. وقد حدث أن قامت الحيوانات التي تقيأها مومبو في وقت سابق بأن خلقت حيوانات أخرى.
عزم أولاد مبومبو الثلاثة على إكمال عملية خلق العالم. فاضطلع أوَّلهم، واسمه نيوني نغانا، بمهمة خلق النمل الأبيض، لكنه لم يكن بالمستوى المطلوب فمات نتيجة لذلك. ومع ذلك، فإن النمل، الذي كان ممتنًا للحياة التي وُهِبت له، ذهب للبحث عن الأرض السوداء وغطى الرمال القاحلة لدفن وتكريم خالقهم. أمَّا تشونغاندا، وهو الابن الثاني، فقد أبدع نبتة تنحدر منها جميع النباتات الأخرى في العالم. وأمَّا الابن الثالث، تشيدي بومبا، فقد نجح فقط في خلق الطائر المسمى بالحدأة.
سببت تسي تسي السريعة الكثير من المتاعب، فاضطر مبومبو بأن يطاردها عبر السماء تاركًا البشرية بلا نار. حتى أوضح للناس، فيما بعد، كيفية إخراج النار من الأشجار.
وفي نهاية المطاف، وعندما اكتمل عمل الخلق، سار مبومبو عبر القرى وهو يقول للشعب «انظروا هذه العجائب! إنها لكم».

## القراءة الحديثة
يرى المؤرخ الأمريكي جيمس باترسون أنَّ الفكرة الأساسية المُهيمنة في هذه الأسطورة (أسطورة الخلق) هي أنَّ الخلق صدر عن المبدأ الذكوري. ويُذكرنا تقيُّؤ بومبا أو مبومبو بالإله المصري الأعلى الذي خلق الخلق بالبصاق ونثر البذور. وأنَّ غياب المبدأ الأنثوي من الصورة يُشير إلى وجود تأثير من الثقافة الأبوية. وتُشير حقيقة أنَّ مبومبا أبيض اللون إلى أنَّ هذه الأسطورة متأخرة، ومثلها مثل الكثير من الأساطير الإفريقية، قد تأثرت بوجود العرق الأبيض في إفريقيا المُستعمَرَة.